# Inès Debroise
Inès Debroise, née le 17 septembre 2003 , est une joueuse française de basket-ball évoluant au poste de meneuse de jeu.

## Biographie
Inès Debroise débute le basket-ball de haut niveau au pôle espoir.
En 2021, elle remporte l'Euro Challengers d’Héraklion et rejoint Charnay en LFB.
En 2022, elle part aux États-Unis jouer avec le club universitaire des Rams du Rhode Island.
Lors de l’été 2023, elle porte pour la troisième fois le maillot de l’équipe de France. Debroise participe au championnat d'Europe des moins de 20 ans et y est sacrée championne d’Europe et Finals MVP avec 18 points, 6 rebonds et 7 passes décisives.

## Palmarès

### En club
- Championne de l'Atlantic 10 Conference en 2023

### En sélection nationale
- Championne d’Europe des moins de 20 ans : 2023
- Challengers européens féminins des moins de 18 ans (en): 2021 (en)

### Récompenses individuelles
- Finals MVP du Championnat d’Europe des moins de 20 ans : 2023